# Éditions Parole
Les éditions Parole sont une maison d'édition indépendante française fondée en 2004. Elles publient des œuvres de fiction, des essais et des albums pour enfants.

## Historique

### Un éditeur rural
Les éditions Parole sont basées à La Seyne-sur-Mer, dans le Var et animées par Claude Fosse et Patrick Cova. Créées par Jean Darot en 2004 avec l'édition d'un livre bilingue en français et provençal, Tessons de vies / troçs de vidas, de Daniel Daumàs, elles publient une douzaine de titres par an, répartis dans quatre collections. Elles publient aussi bien des romans, des essais et des ouvrages pour enfants. Elles se veulent  un "espace de parole" et une fenêtre sur le monde rural autant qu'une terre sans frontière.

### Une édition coopérative
Les éditions Parole sont issues de la Scop COPSI. La maison d'édition, qui est également une société coopérative, présente un fonctionnement original, avec un réseau d'ambassadeurs, de colporteurs et de "porte-Paroles".

### L'homme semence
En 2006 les éditions Parole se voient confier un manuscrit, L'Homme semence, qu'ils publient dans une collection, « Main de femme », consacrée à des écrits de femmes. Le texte aurait été écrit par une certaine Violette Ailhaud. Ce récit de femme revient sur une page assez obscure de l'histoire de France et de l'histoire provençale, un épisode situé au moment du soulèvement républicain qui a embrasé le sud de la France et la Bourgogne après le coup d'État de 1851.
Ce texte, emblématique des choix revendiqués par les éditions Parole, a connu un succès qui n'a cessé de croître. Plusieurs compagnies théâtrales en ont fait des adaptations. Un festival a été organisé dans la région des Basses-Alpes, où l'histoire se déroule. Une bande dessinée, qui revient à la fois sur le récit lui-même et sur l'histoire du manuscrit, a été écrite et illustrée par Laëtitia Rouxel et Mandragore et coéditée avec les Éditions de L'Œuf. L'Homme semence a également fait l'objet de nombreuses traductions et d'une adaptation au cinéma, par Marine Francen, sous le titre Le Semeur.

## Collections
Les Éditions Parole répartissent leurs livres en plusieurs collections :
- Main de femme, des expériences et des regards d'écrivaines.
- Regards, une collection de romans. La fiction pour appréhender le réel et l'imaginer.
- Curieux par nature, pour s’ouvrir aux sciences, aux idées et nous inviter à prendre soin de nous.
- Chemins faisant, une collection où des parcours atypiques entraînent hors de soi, ouvrent des horizons.
- Les Cahiers contre l’indifférence : quatre parutions de trois cahiers par an, voués à des textes courts.

Elles proposent par ailleurs chaque année un ouvrage hors collection, des manuscrits originaux[pas clair] dans leur contenu, leur style, leur forme, avec textes, dessins ou photos.

## Quelques auteurs
- Maria Borrély,
- Soumya Ammar Khodja,
- Nancy Huston,
- François Roddier (Thermodynamique de l'évolution),
- Laurence Vanin-Verna,
- Pierre Micheletti,
- Marielle Gars et Sébastien Authemayou.

## Diffusion
Les éditions Parole ont fait le choix d'une diffusion directe, en circuit court. Tout en étant partenaires de librairies et de lieux culturels, les livres sont également présentés sur les marchés, et lors des "Soupes aux livres", « rendez-vous informel et convivial » mêlant lecture de textes, poésies et chansons, autour d'une soupe. C'est un moment où « le livre descend des étagères, passe de mains en mains, de lecteur en lecteur »,.